# Polideportivo municipal El Plantío
El Polideportivo Municipal del Plantío es un recinto deportivo burgalés ubicado en una de las mayores áreas deportivas de la ciudad, junto a las piscinas climatizadas y las de verano del Plantío, ha sido la instalación cubierta más emblemática de la ciudad de Burgos hasta la apertura del Coliseum Burgos, situado en el mismo complejo deportivo. Inaugurada en el año 1979, ha sido remodelada en 2002 para sustituir su cubierta, cambiar la fachada, la calefacción, la megafonía y ampliar los vestuarios. Cuenta con una pista de parqué flotante de madera de arce con unas dimensiones de 45 x 25 metros.
El aforo es de 2500 espectadores con una extraordinaria visión de toda la superficie de juego que, además se ve aumentada por una potente iluminación. En la planta baja se encuentran 6 vestuarios colectivos y 2 vestuarios para árbitros totalmente adaptados ambos para su uso por discapacitados físicos. Dispone de un ascensor que posibilita el acceso al recinto a personas discapacitadas.
Cada vestuario posee duchas individuales y colectivas, aseos y algunos extras como camillas, o secadores. Cuenta el edificio con salas anexas dedicadas en la actualidad a los deportes de halterofilia, boxeo, tenis de mesa, esgrima y taichi. Ubicado en una calle residencial y poco transitada, cuenta con un amplio espacio aledaño para aparcar vehículos y autocares. Además cuenta con aparcamiento para bicis en el interior del recinto.
Uno de los más importantes acontecimientos acogidos por el Polideportivo se produjo durante julio de 1993 (del 22 al 26). La instalación albergó la fase previa del Campeonato del Mundo de Baloncesto Sub-23. También ha acogido un Campeonato de España Junior de Clubes de Baloncesto. Además, dadas sus condiciones de altura, acústica, etc. puede acoger cualquier tipo de manifestación deportiva, cultural, musical o social.